# N2 (Niger)
Die N2 oder RN2 ist eine hochrangige Straße vom Typ Nationalstraße (französisch route nationale) in der Region Dosso in Niger.

## Verlauf und Charakteristik
Die N2 ist insgesamt 109,1 Kilometer lang. Sie beginnt bei Weiler Mafouta als Abzweigung von der N7. Sie führt durch das Dorf Bara, quert das Trockental Dallol Foga und erreicht das Dorf Sabon Gari Foga. Nach dem Dorf Guéza Bissala zweigt rechts die Landstraße RR3-002 nach Malgorou ab. Die N2 verläuft weiter durch das Dorf Angoual Doka I und den Departementshauptort Dioundiou, wo zunächst links die Route 356 nach Komakaïna und dann rechts die Landstraße RR3-004 zur Staatsgrenze mit Nigeria abzweigen. Danach zweigen von der N2 im Gemeindehauptort Zabori links die Route 343 nach Agali und die Route 335 nach Dosso sowie im Gemeindehauptort Karakara rechts die Landstraße RR3-003 nach Léguéré ab.
Im Dorf Lido kreuzt die N2 die zwischen Bolbol Goumandey und Koré Maïroua verlaufende N3. Beim Dorf Angoual Marafa zweigt noch rechts die Landstraße RR3-011 nach Douméga ab. Die N2 mündet schließlich im Dorf Boureïmi in die N1.
Es handelt sich bei der N2 durchgängig um eine einfache Erdstraße.